# Brecha Palakkad
Brecha Palakkad o Brecha Palghat es un paso de montaña bajo en los Ghats Occidentales entre Coimbatore en Tamil Nadu y Palakkad en Kerala. Tiene una altitud promedio de 140 m y un ancho de 30 km. El paso se encuentra entre las colinas Nilgiri al norte y las colinas Anaimalai al sur.

## Origen e historia

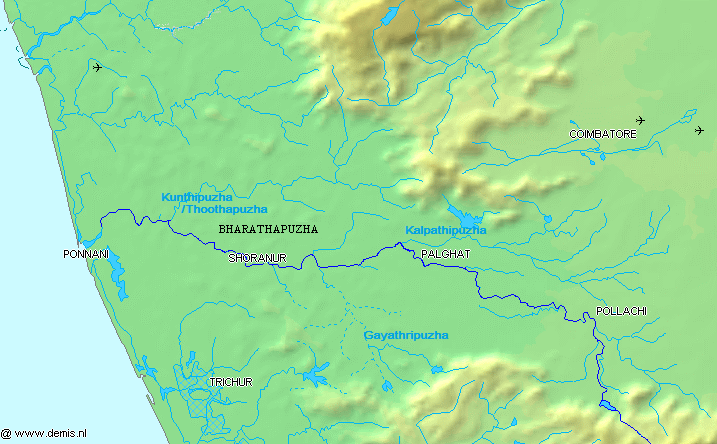
Topografía- Brecha Palakkad (Palghat) y río Bharathapuzha.

Existen varias teorías sobre el origen de la brecha Palakkad. Una de ellas es que fue causado por un deslizamiento de tierra a causa de ríos que fluyen en direcciones opuestas. El río Bharatha Puzha nace en la Brecha Palakkad a partir del aporte de tributarios que provienen de las pendientes escarpadas de los Ghats.
La brecha Palakkad ha tenido un rol importante al permitir la migración humana hacia Kerala desde Tamil Nadu. Desde el 300 a. C. hasta el siglo XIII, ayudó a que los Cheras gobernaran todo Kerala y Kongu Nadu como una unidad geográfica desde Karur en el Tamil Nadu Occidental. Los brahmanes tamiles migraron a Palakkad desde Tamil Nadu Central a través de la brecha Palakkad entre el siglo XV y el siglo XVIII.

## Galería

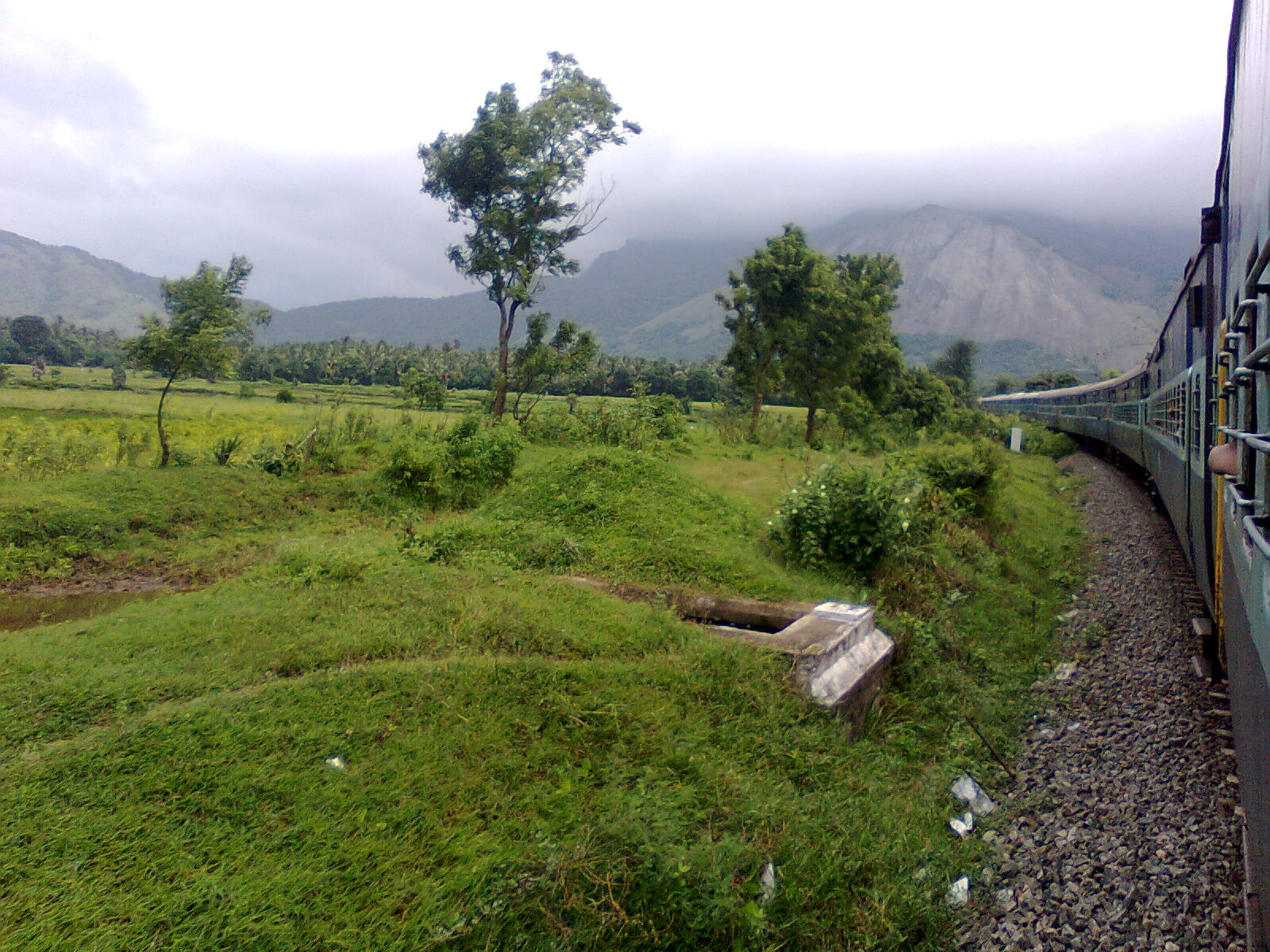
Brecha Palghat vista desde la vía férrea  Coimbatore-Shoranur
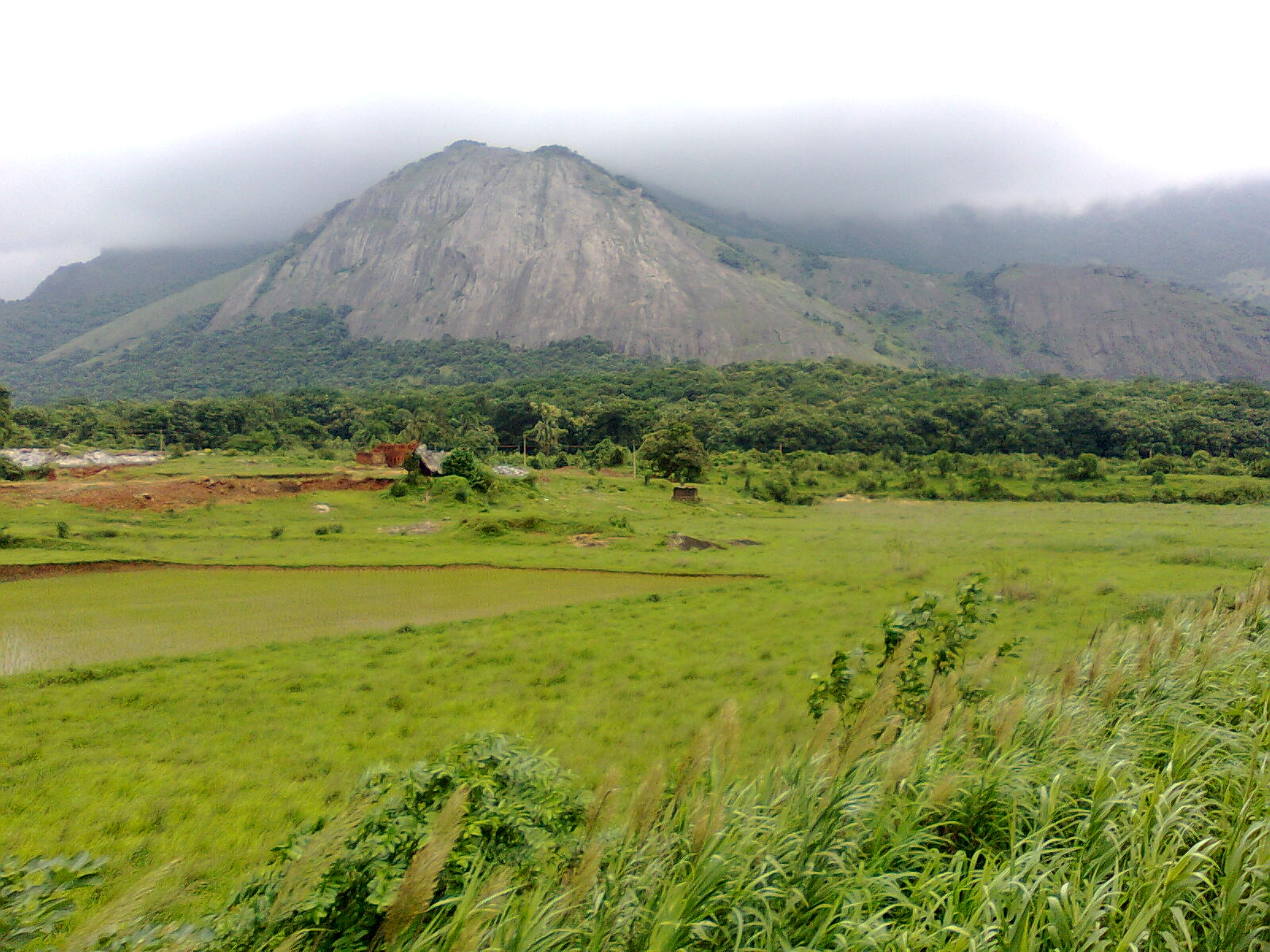
Brecha Palghat Gap vista desde la ruta Palghat-Chitoor
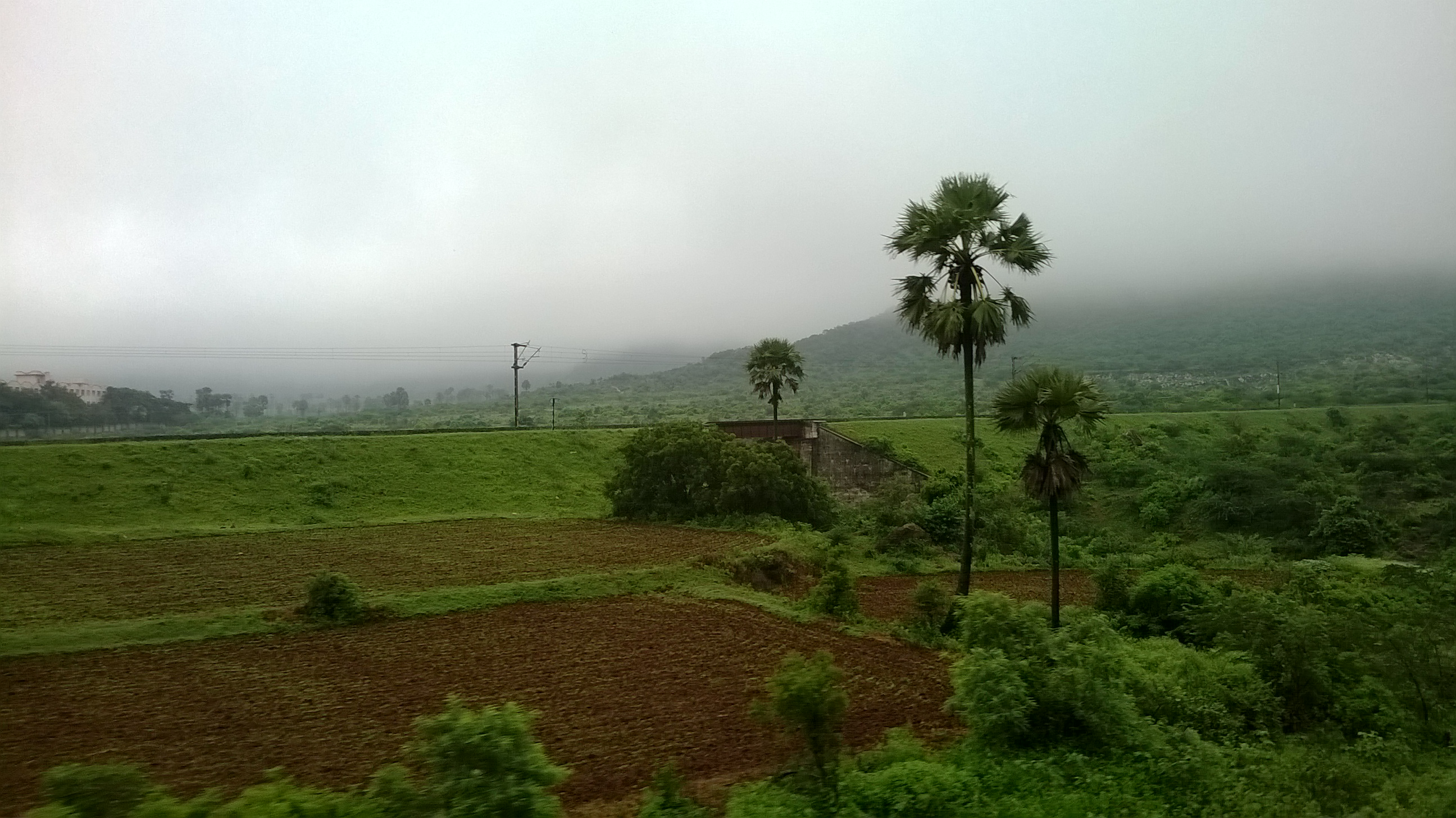
Ghats Occidentales vistos desde la vía férrea Coimbatore-Shoranur
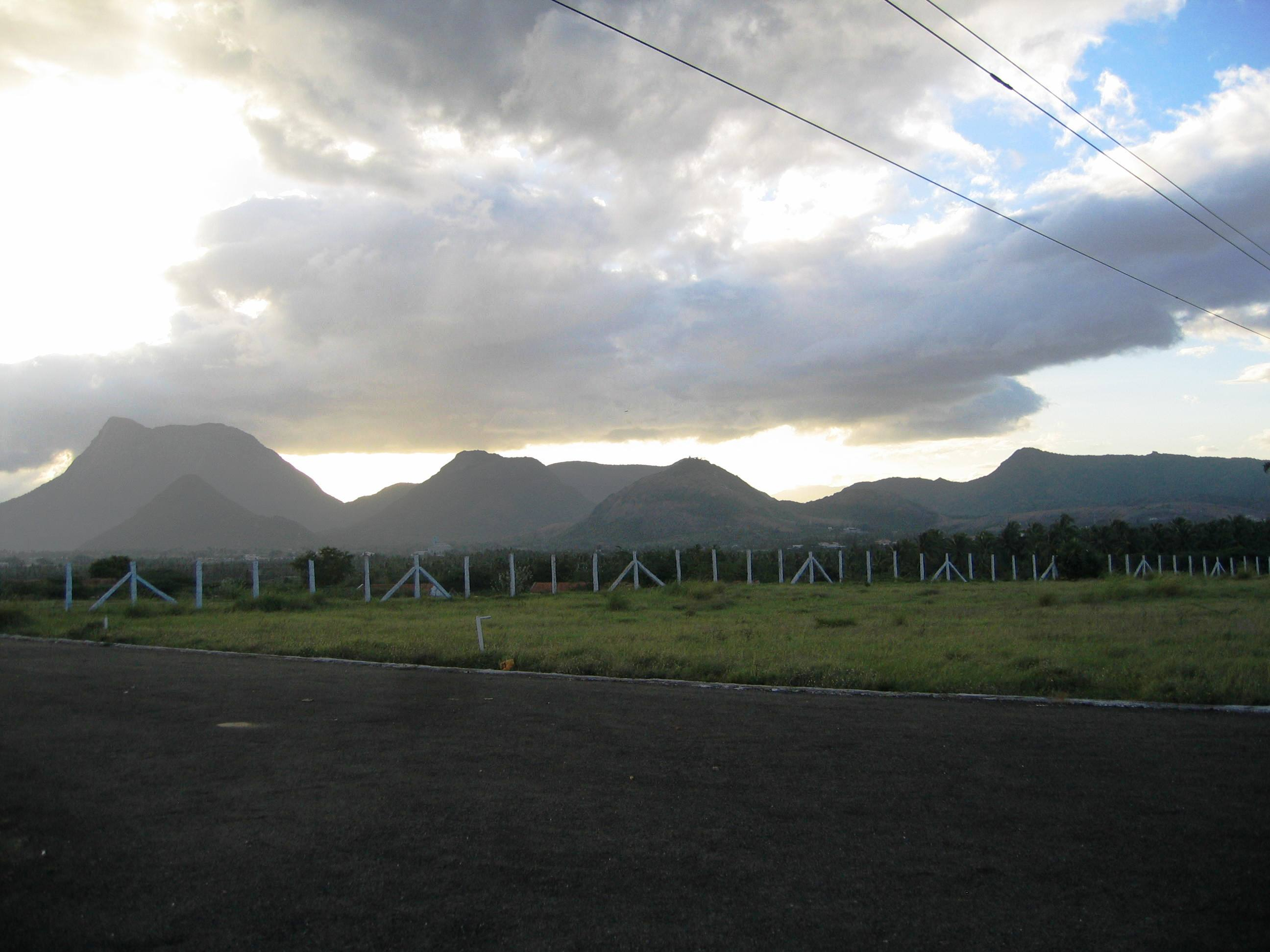
Vista de los Ghats
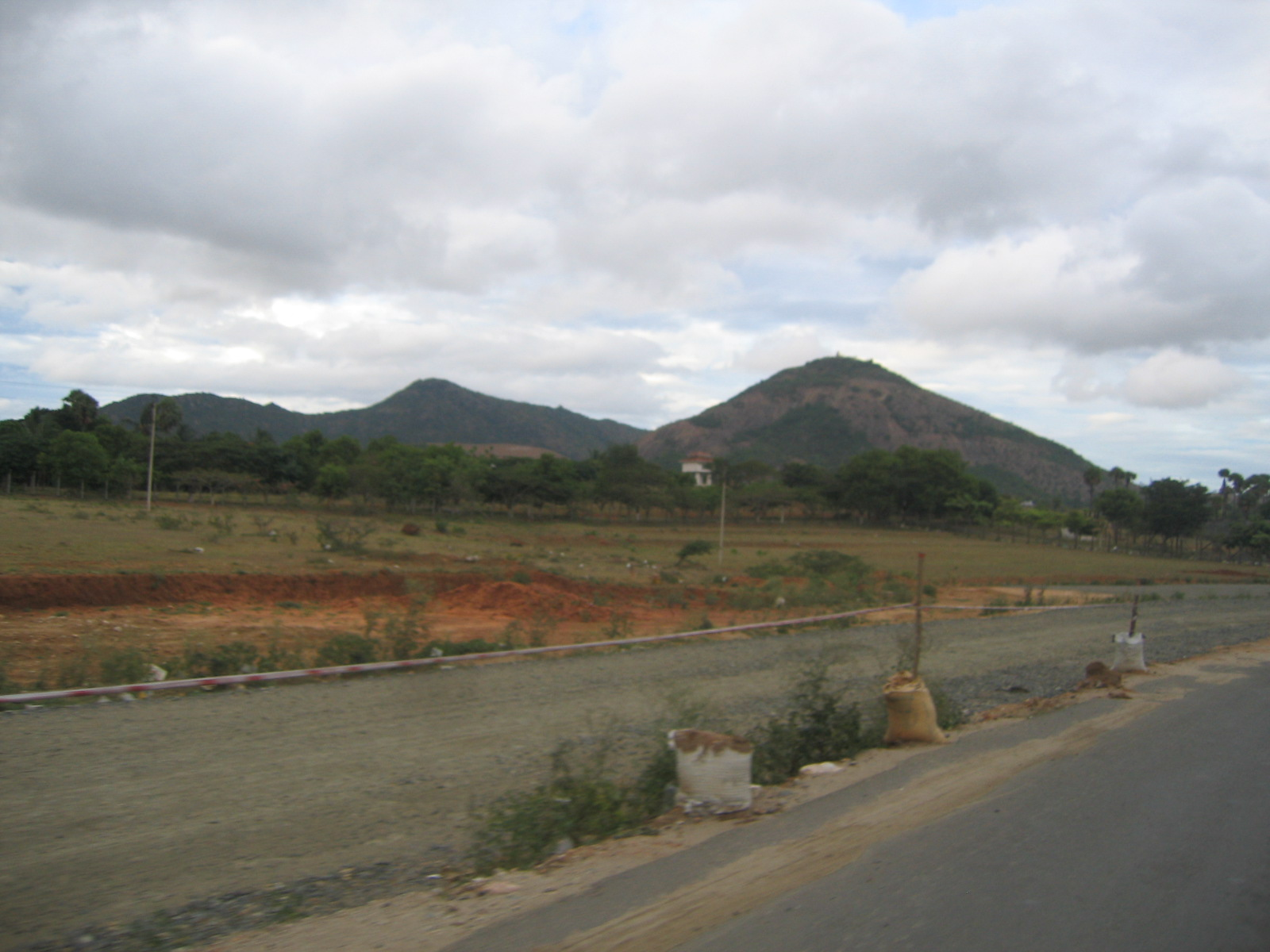
La ruta Palghat-Coimbatore NH 47 atraviesa la brecha
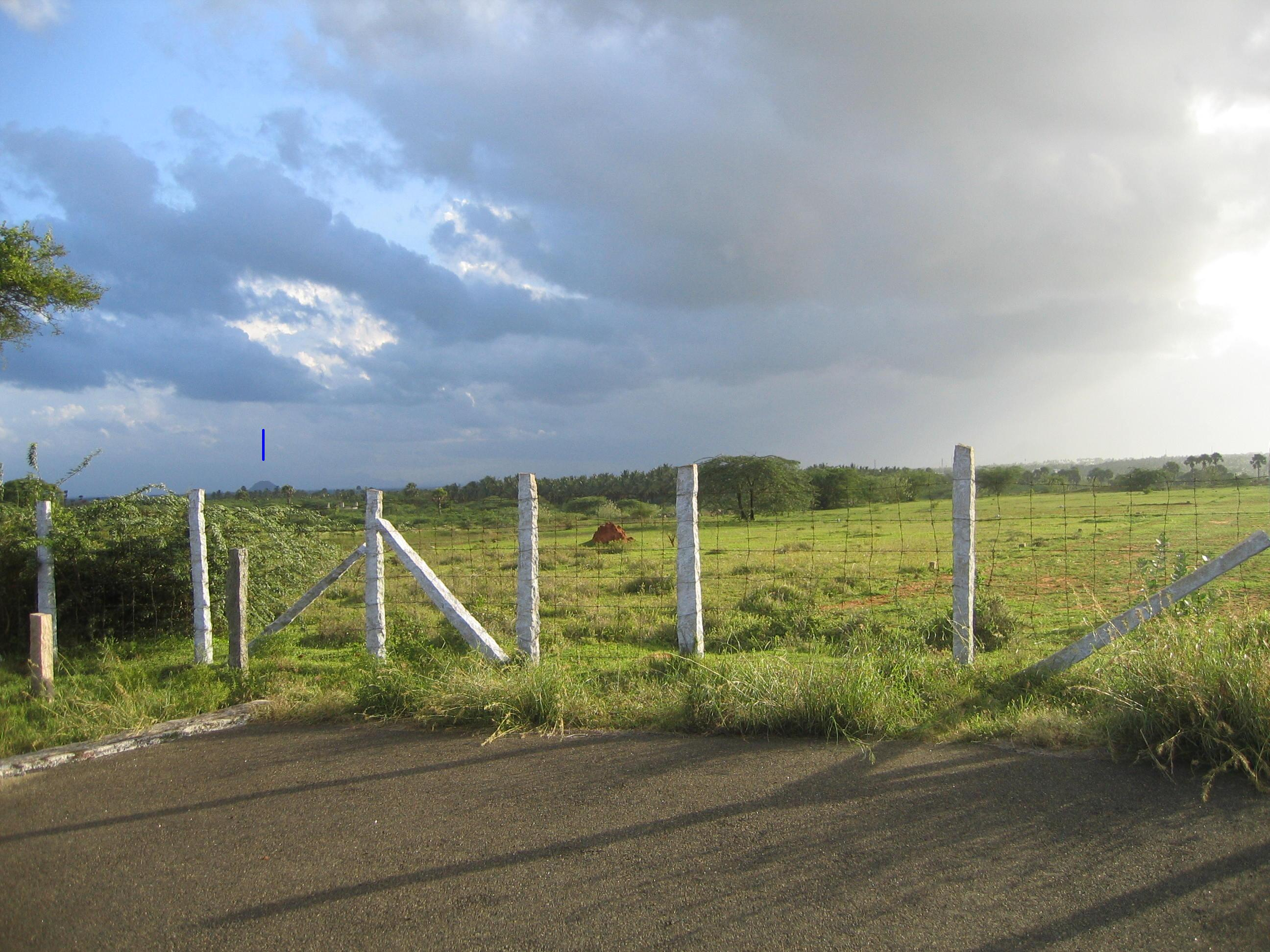
Extremo sur de la brecha
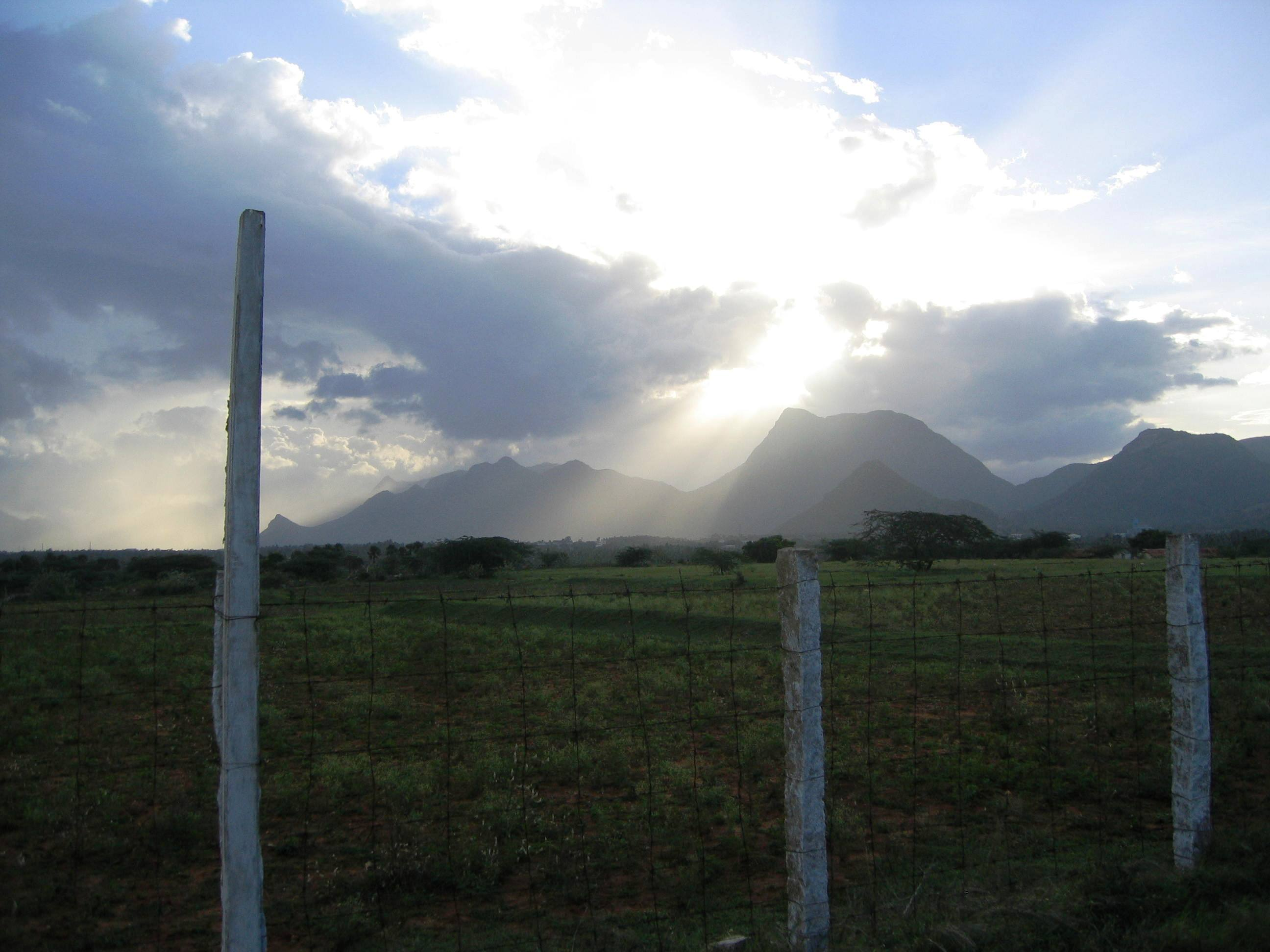
Un extremo de la brecha
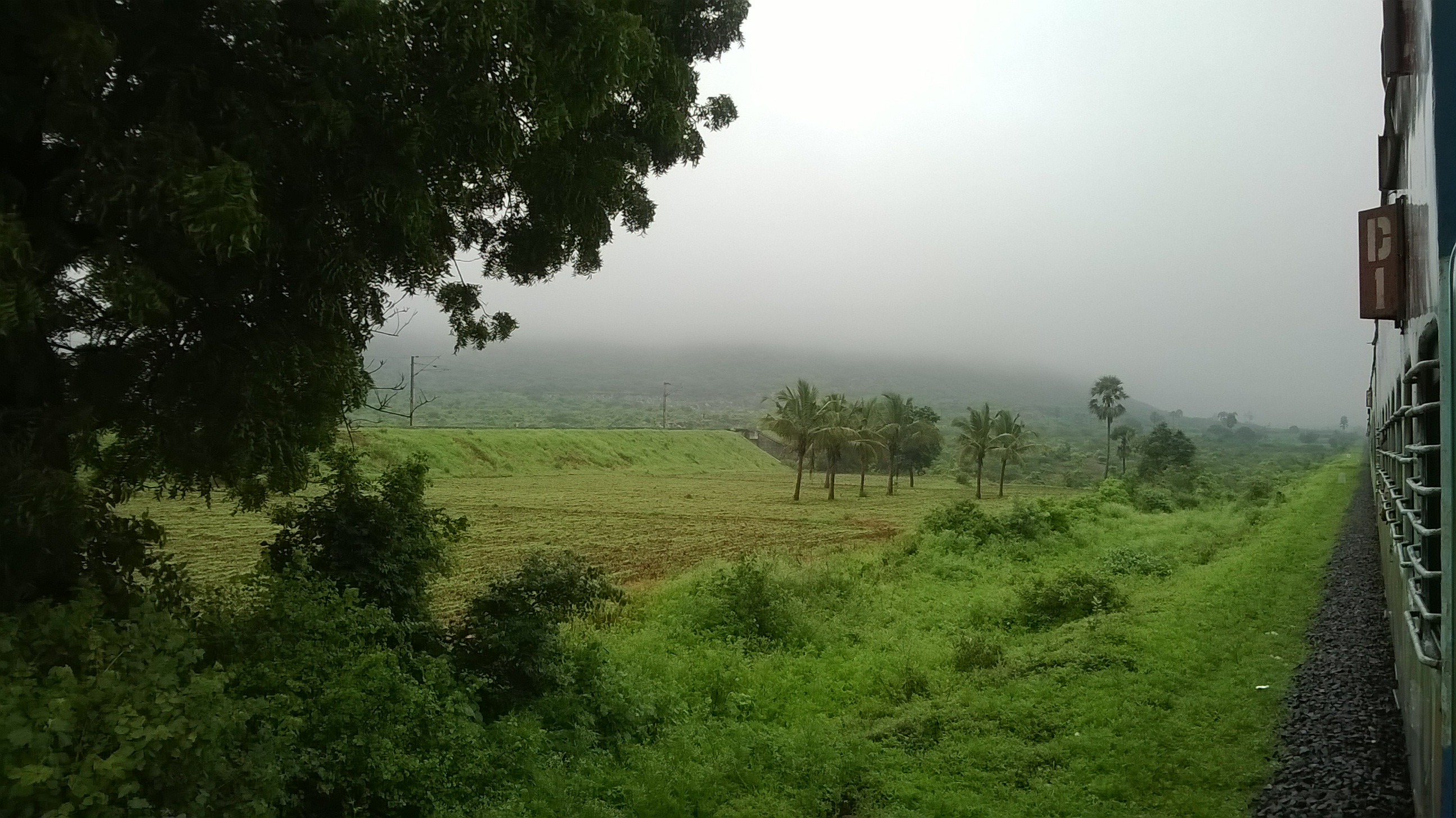
Tren de pasajeros en la brecha Palghat